# Monolene atrimana
Monolene atrimana är en fiskart som beskrevs av Goode och Bean, 1886. Monolene atrimana ingår i släktet Monolene och familjen tungevarsfiskar. Inga underarter finns listade i Catalogue of Life.